# Aptenocanthon rossi
Aptenocanthon rossi là một loài bọ cánh cứng trong họ Bọ hung (Scarabaeidae).